# Marc Almond
Peter Mark Sinclair „Marc” Almond (n. 9 iulie 1957, Southport, Anglia, Regatul Unit) este un cântăreț englez.